# Франджипане, Марчелла
Марчелла Франджипане (итал. Marcella Frangipane, род. 10 октября 1948, Палермо) — профессор археологии Римского университета Ла Сапиенца. Работает над предысторией и протоисторией Ближнего и Среднего Востока. В 2013 году избрана иностранным членом Национальной академии наук США.

## Ранние годы и образование
Франджипане родилась в Палермо. Она прилежно изучала гуманитарные науки в области археологии в Римском университете Сапиенца и окончила его с отличием в 1972 году. В начале своей карьеры она провела три года в Национальном институте антропологии и истории в Мексике, где изучала новые методы антропологии. Она участвовала в нескольких раскопках в Европе, Мексике, Турции и Египте. Она участвовала в раскопках деревни Куналан в долине Теотиуакана. Она участвует в раскопках Арслантепе с 1976 года.

## Исследования и карьера

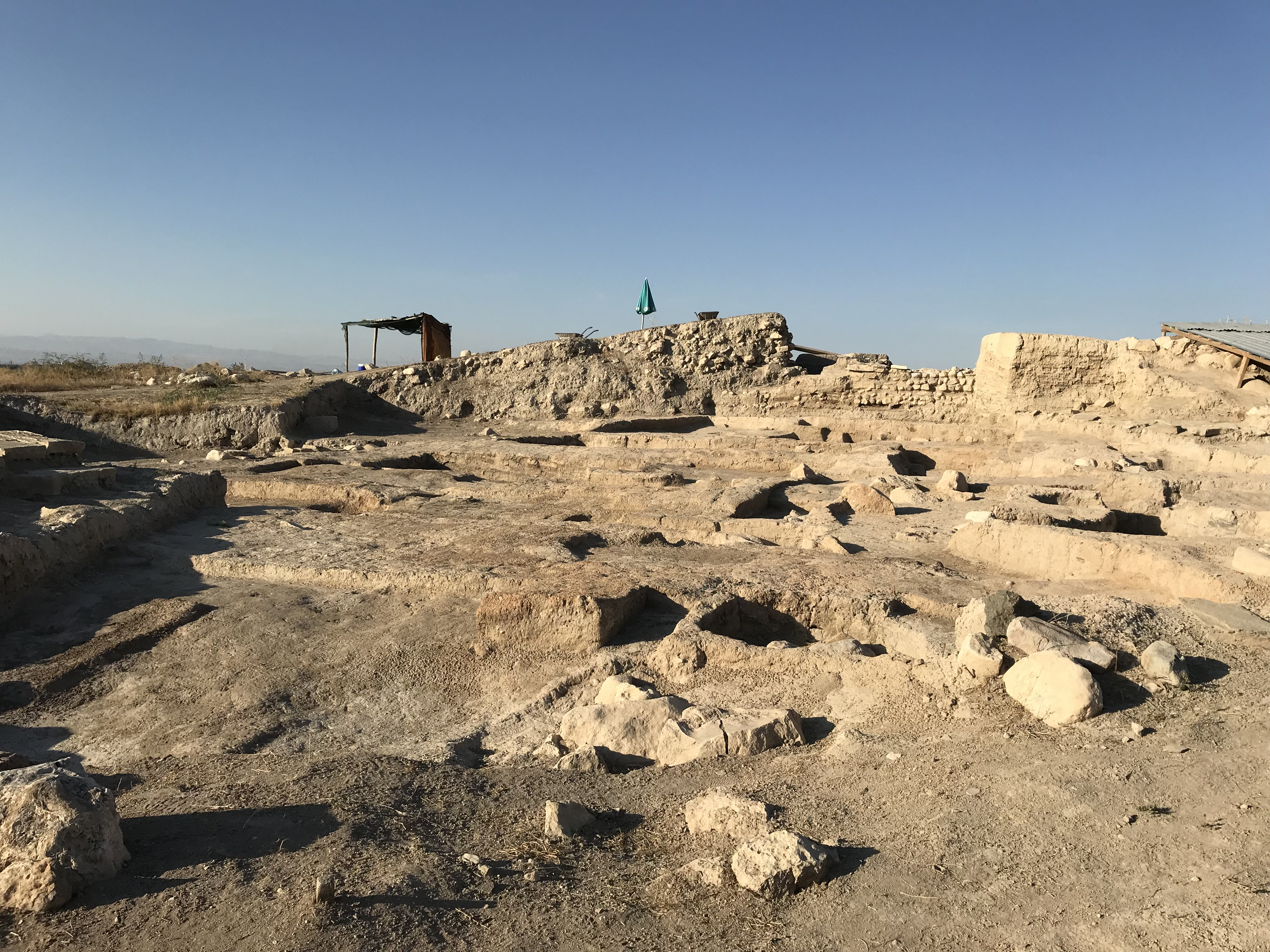
Вид на руины Арслантепе

Франджипане вернулась в Римский университет Сапиенца в 1981 году, и в 1990 году стала профессором. Она руководила Школой археологии с 2000 по 2003 год и была назначена заместителем директора позднедодинастического памятника Маади. Франджипане изучает формирование бюрократических и иерархических структур в городских обществах. В основном её интересует Ближний и Средний Восток.
Франджипане была назначена директором Итальянской археологической миссии в Восточной Анатолии в 1990 году. Она участвовала в раскопках Арслантепе, где реконструировала их ранние административные системы. Работа выполнена при поддержке National Geographic. Посёлок находится к западу от берегов Евфрата и хорошо известен своей архитектурой. Франджипане определила самое древнее светское общественное строение в мире. Арслантепе был включён в список культурного наследия ЮНЕСКО в 2014 году из-за важности находок Франджипане. Она исследовала местоположение Зейтинли Бахче Хёюк, деревни в районе Урфа. В Арслантепе Франджипане возглавила команду, которая обнаружила старейший королевский дворец в мире.
Она была первой итальянкой, избранной иностранным членом Национальной академии наук США в 2013 году.

### Награды и почести
- 1994 Орден «За заслуги перед Итальянской Республикой»[17]
- 2005 Кавалер ордена Звезды Солидарности[18]
- 2005 Почётное гражданство Эски Малатья[16]
- 2011 Почетный доктор Университета Инёню[англ.][8]
- 2013 Избрана в Национальную академию наук США[5]
- 2015 Награда за открытие Шанхайского археологического форума[19]
- 2015 Премия Витторио Де Сика в области науки[8]
- 2017 Премия Ротонди Спасителям искусства[8]
- 2018 Лекция Энтони Макниколла Сиднейского университета[20]
- 2021 Член-корреспондент Британской академии[21]

Франджипане — член Германского археологического института и Шанхайского археологического форума

### Книги
- Frangipane, Marcella. Uruk Mesopotamia & Its Neighbors: Cross-Cultural Interactions in the Era of State Formation (School Leadership Library). — School of American Research Press, 2001. — ISBN 978-1930618022.
- Frangipane, Marcela. Arslantepe Cretulae: An Early Centralised Administrative System Before Writing. — L'Erma Di Bretschneider, 2007. — ISBN 978-8890170171.
- Frangipane, Marcella. The Origin of Inequality. — Gangemi Editore, 2017. — ISBN 978-8849247961.